# سيدي احساين
سيدي احساين هي جماعة قروية في إقليم تارودانت بجهة سوس ماسة جنوب المغرب. وهي تضم 7418 نسمة، حسب الإحصاء العام للسكان والسكنى لسنة 2014.
يبعد مركز الجماعة عن تارودانت بـ 125 كلم، ويبعد عن تالوين بـ 20 كلم.

## دواوير الجماعة
- دوار العين
- دوار تمدا
- دوار إغير
- دوار تدارت
- دوار تاسكا
- دوار أيت رحو
- دوار إفري
- دوار تمرسيت (مركز الجماعة)
- دوار إمغيض
- دوار أكرض
- دوار أكني
- دوار تازولت
- دوار ميكارن
- دوار تافرنت
- دوار تصرنت
- دوار كونين
- دوار إفران
- دوار أغكومي
- دوار تيماسينين
- دوار دوكادير
- دوار تنفات
- دوار إغري

حسب الإحصاء العام للسكان والسكنى لسنة 2014 الذي أنجزته المندوبية السامية للتخطيط: يُعتبر دوار إغري أكبر دوار في جماعة سيدي احساين من حيث عدد السكان (722 نسمة).

## التعليم
قائمة المؤسسات التعليمية في سيدي احساين:
- مجموعة مدارس طارق بن زياد (المركزية: تاسكا / الوحدات: إفري - تامدا - العين)
- مجموعة مدارس إمغيض (المركزية: إمغيض / الوحدات: أكرض - تازولت - ميكارن - تافرنت - تصرنت)
- مجموعة مدارس الزعفران (المركزية: إغري / الوحدات: تنفات - تيماسينين - كونين - أغكومي)